# František Cerman
František Cerman (17. prosince 1944 – 20. října 2019) byl český fotbalista a fotbalový trenér. Působil také jako sportovní ředitel FK Teplice.

## Fotbalová kariéra
Československou ligu hrál za Spartak Hradec Králové. Nastoupil ve 26 ligových utkáních. Gól v lize nedal.

## Ligová bilance
| Ročník                                   | Zápasy | Góly | Klub                   |
| ---------------------------------------- | ------ | ---- | ---------------------- |
| 1. československá fotbalová liga 1966/67 | 6      | 0    | Spartak Hradec Králové |
| 2. československá fotbalová liga 1971/72 | 17     | 0    | Spartak Hradec Králové |
| 1. československá fotbalová liga 1972/73 | 20     | 0    | Spartak Hradec Králové |
| CELKEM I. LIGA                           | 26     | 0    |                        |

## Trenérská kariéra
Byl asistentem Františka Havránka u olympijského týmu Československa, který získal zlato na OH 1980 v Moskvě.
V československé lize trénoval ASVŠ Dukla Banská Bystrica, FK Teplice a SK České Budějovice. Na Kypru trénoval čtyři roky tým EPA Larnaca.